# Lucjan Kędzierski
Lucjan Kędzierski (ur. 30 stycznia?/11 lutego 1882 w Żytomierzu, zm. 16 sierpnia 1919 w Białymstoku) – podpułkownik artylerii Wojska Polskiego.

## Życiorys
Lucjan Kędzierski był organizatorem i pierwszym dowódcą 3 pułku artylerii polowej wielkopolskiej. Organizację oddziału przeprowadził w czerwcu i lipcu w Wągrowcu i Ryczywole. 30 lipca tego roku dowodzona przez niego jednostka wyjechała z Poznania na front. W dniach 3 i 4 sierpnia pułk wyładował się na stacji kolejowej Radoszkowicze położonej na północny–zachód od Mińska. 8 sierpnia Grupa Wielkopolska generała Daniela Konarzewskiego rozpoczęła ofensywę na Mińsk. Natarcie piechoty wspierały ogniem oba dywizjony 3 pap. Punkt obserwacyjny pułku znajdował się na wzgórzu pod Zasławiem. Na punkt obserwacyjny przybył generał Konarzewski. Pułkownik Kędzierski wyszedł z rowu i rozpoczął składać meldunek generałowi. W czasie składania meldunku został ranny. Pocisk wystrzelony z karabinu maszynowego ugodził go w kręgosłup. Zmarł z ran 16 sierpnia 1919 roku w Szpitalu Garnizonowym w Białymstoku. Został tam pochowany na cmentarzu przy ul. 11 Listopada.
29 maja 1920 roku został pośmiertnie zatwierdzony z dniem 1 kwietnia 1920 roku w stopniu pułkownika, w artylerii, w „grupie oficerów byłych Korpusów Wschodnich i byłej armii rosyjskiej”.